# Большая Серкова
Большая Серкова — деревня в Байкаловском районе Свердловской области. Входит в состав Байкаловского сельского поселения. Управляется Ляпуновской сельской администрацией.

## География
Населённый пункт расположен по обоим берегам реки Иленка в 20 километрах на запад от села Байкалово — административного центра района.

### Часовой пояс
Большая Серкова, как и вся Свердловская область, находится в часовой зоне МСК+2. Смещение применяемого времени относительно UTC составляет +5:00.

## Население
| 2002 | 2010 | 2021 |
| ---- | ---- | ---- |
| 94   | ↘46  | ↘31  |

## Инфраструктура
Деревня разделена на четыре улицы (Московская, Нагорная, Рыжатовская, Центральная).